# 1980 год в музыке

## События
- Первые сольные концерты Валерия Леонтьева в Москве.[когда?]
- В рамках культурной программы летних Олимпийских игр в Москве, Центральное телевидение СССР записало и выпустило в эфир музыкальную программу «Здравствуй, Олимпиада!» (ведущие — Нина Ерёмина и Александр Масляков) в которой приняли участие звёзды советской эстрады: Алла Пугачёва, София Ротару, Роза Рымбаева, Эдуард Хиль, Владимир Винокур, «Земляне» и другие.[1]
- Род Эванс «воссоздаёт» группу «Deep Purple» из малоизвестных музыкантов; суд запрещает выступления фальшивой группы и штрафует Эванса на 672 тыс. долларов.

## Хронология
- 13 января — «The Beach Boys», «The Grateful Dead» и «Jefferson Starship» выступили с благотворительным концертом на стадионе Окленд Колизеум в поддержку народа Кампучии.
- 16 января — Пол МакКартни был арестован в Токио за хранение пол-фунта марихуаны. В связи с этим ряд концертов в ходе его турне, пришлось отменить.
- 4 февраля — В Нью-Йорке состоялась прощальная вечеринка в честь закрытия диско-клуба «Студия 54».
- 14 февраля — В одном из районов Нью-Йорка Гринвич-Виллидж состоялось бракосочетание Лу Рида и Сильвии Моралес.
- 19 февраля — В Лондоне скончался лид-вокалист «AC/DC» Бон Скотт.
- 1 марта — Свадьба Патти Смит и Фреда «Соника» Смита из «MC5».

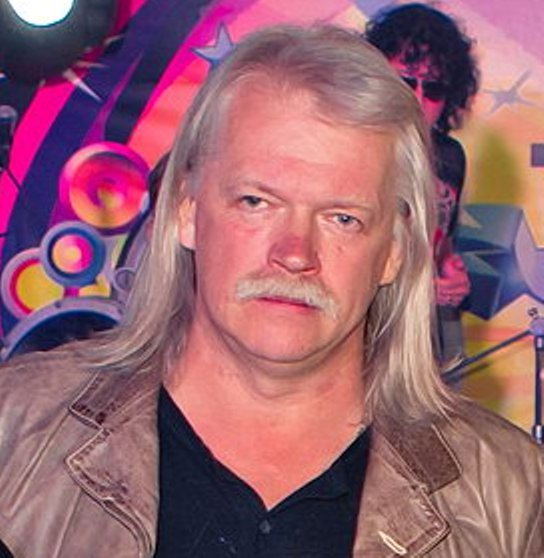
Сергей Скачков, лидер-солист и фронтмен группы «Земляне»

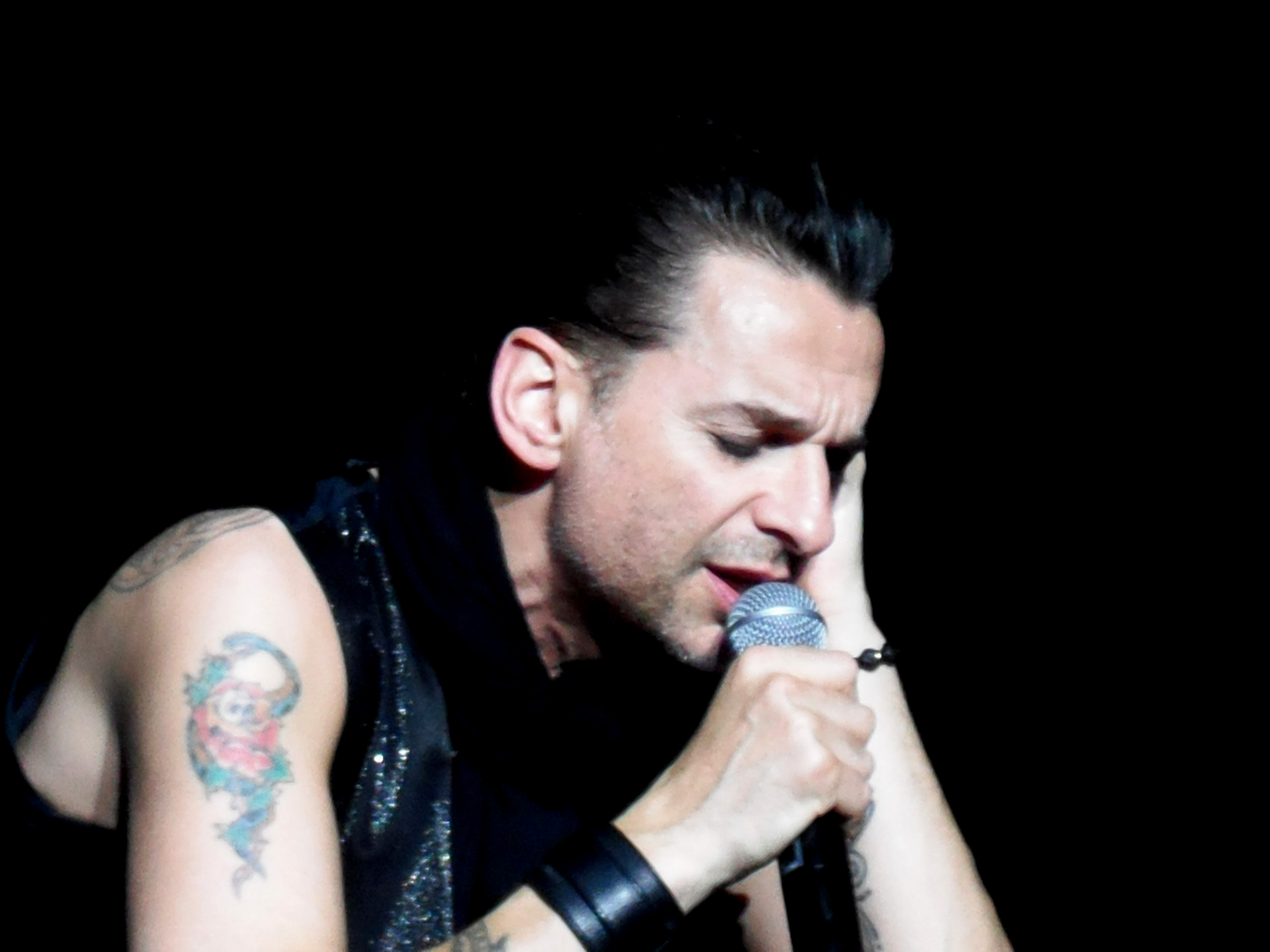
Основаны «Depeche Mode»

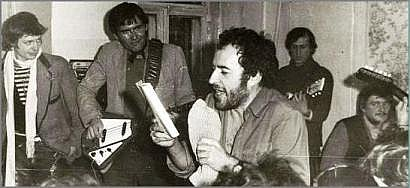
Основана группа «ДК»

- С 8 по 16 марта в городе Тбилиси (Грузинская ССР) состоялся один из первых официальных рок-фестивалей в истории СССР — «Весенние ритмы. Тбилиси-80»,[2][3] с участием групп: «Ариэль», «Автограф», «Машина времени», «Аквариум», «Карнавал», «Интеграл», «Земляне» и др.
- 14 марта — В свой 47-й день рождения музыкальный продюсер Куинси Джонс удостоился звезды на голливудской «Аллее славы».
- 23 марта — В Ленинграде состоялось дебютное выступление панк-рок-группы «АУ».
- 18 мая — Иэн Кёртис покончил жизнь самоубийством.
- 4 июля — «The Hooters» отыграли свой первый дебютный концерт.
- 1 сентября — У Рода Стюарта и его жены Аланы Хэмилтон родился сын Шон.
- 25 сентября — Скончался барабанщик группы «Led Zeppelin» Джон Бонэм.
- В октябре, музыкант Сергей Скачков становится клавишником и вокалистом группы «Земляне», с этого момента своеобразный тембр голоса Скачкова навсегда определяет характерное и привычное ныне «земляновское» вокальное звучание группы.
- 8 декабря — Марк Чепмен убил в Нью-Йорке Джона Леннона.
- 17 декабря — В Сенчюри-Сити прошла премьера фильма «Певец джаза» с Нилом Даймондом в главной роли.

## Образовавшиеся группы
- The Hooters
- Manowar
- ДК
- Зоопарк
- Depeche Mode
- Government Issue
- Warumpi Band

## Распавшиеся группы
- Joy Division
- Gentle Giant
- Led Zeppelin

## Выпущенные альбомы
См. также категорию музыкальных альбомов 1980 года.
- A (Jethro Tull, LP)
- Ace of Spades (Motörhead)
- Animal Magnetism (Scorpions)
- Autoamerican (Blondie)
- Back in Black (AC/DC)
- Blizzard of Ozz (Оззи Осборн, сольный дебют)
- British Steel (Judas Priest)
- Civilian (Gentle Giant, LP, Chrysalis Records)
- Closer (Joy Division)
- Departure (Journey)
- Dig It (Klaus Schulze)
- Double Fantasy (Джон Леннон, Йоко Оно)
- Duke (Genesis, LP)
- End of the Century (Ramones)
- Galaxy (Rockets)
- Heaven and Hell (Black Sabbath)
- I'm a Rebel (Accept)
- In the Flat Field (Bauhaus)
- Iron Maiden (Iron Maiden)
- Live at Last (Black Sabbath)
- Making Movies (Dire Straits)
- McCartney II (Пол Маккартни)
- Metal Rendez-vous (Krokus)
- QE2 (Mike Oldfield)
- Remain In Light (Talking Heads)
- Sandinista! (The Clash)
- Scary Monsters (and Super Creeps) (Дэвид Боуи)
- Super Trouper (ABBA)
- The Game (Queen)
- There and Back (Джефф Бек, LP)
- Un po’ artista un po’ no (Адриано Челентано)
- Flash Gordon (Queen)
- Women and Children First (Van Halen)
- Xanadu (Electric Light Orchestra)
- Uprising (Боб Марли)
- Zenyattà Mondatta (The Police)
- Поднимись над суетой! (Алла Пугачёва) LP, ВФГ «Мелодия»
- Трек I (Трек) дебютный альбом
- Каратэ (Владимир Мигуля & группа «Земляне») LP, ВФГ «Мелодия»

## Лучшие песни года
- Redemption Song (Боб Марли)
- (Just Like) Starting Over (John Lennon)
- Coming Up (Paul McCartney)
- He Stopped Loving Her Today (Джордж Джонс)
- Another One Bites the Dust (Queen)
- Don't Stand So Close To Me и De Do Do Do, De Da Da Da (обе — The Police)
- Love Will Tear Us Apart (Joy Division)
- Call Me, Rapture, The Tide Is High, Live It Up (Blondie)
- Once In A Lifetime (Talking Heads)
- The Magnificent Seven (The Clash)
- That’s Entertainment (The Jam)
- Brass In Pocket (The Pretenders)
- Super Trouper (ABBA)

## Лучшие песни года (СССР)
- «Поворот» — «Машина времени».
- «Там, в сентябре» — Валерий Леонтьев.
- «Не забывай» — Юрий Антонов.
- «Московский романс» — Алла Пугачёва.
- «Я вспоминаю» — Юрий Антонов.
- «Обручальное кольцо» — Владимир Ефименко, Марина Школьник солисты ВИА «Лейся, песня».

## Продажи
- Самый продаваемый альбом в США (Billboard Top 200) — «The Wall» (Pink Floyd), второе место — «The Long Run» (The Eagles), третье место — «Off the Wall» (Майкл Джексон)
- Самый продаваемый альбом в Великобритании — «Super Trouper» (ABBA), второе место — «Zenyatta Mondatta» (The Police), третье место — «Pretenders» (The Pretenders)
- Самый продаваемый сингл в США (Billboard Hot 100) — «Call Me» (Blondie), второе место — «Another Brick in the Wall» (Pink Floyd), третье место — «Magic» (Оливия Ньютон-Джон)
- Самый продаваемый сингл в Великобритании — «Don’t Stand So Close to Me» (The Police)

## Награды
- «Грэмми» за альбом года — Кристофер Кросс за «Christopher Cross»
- «Грэмми» за запись года — Кристофер Кросс за «Sailing»
- «Грэмми» за песню года — Кристофер Кросс за «Sailing»

### Зал славы авторов песен
- Алан Бергман[4]
- Мэрилин Бергман[5]
- Адольф Грин[6]
- Бетти Комден[7]
- Херб Мэгидсон[англ.][8]

Награда Сэмми Кана за жизненные достижения:
- Этель Мерман[9]

### Зал славы кантри
- Sons of the Pioneers[англ.] (Боб Нолан[англ.], Ллойд Перримен, Рой Роджерс, Тим Спенсер[англ.], Карл Фарр и Хью Фарр)[10]
- Конни Гэй[англ.][11]
- Джонни Кэш[12]

## Родились
- 16 января — Лин-Мануэль Миранда — американский актёр, певец, автор песен и драматург.
- 17 января — Зоуи Дешанель — американская актриса и певица.
- 18 января — Эстель — британская певица, автор песен и продюсер.
- 28 января — Ник Картер — американский певец, музыкант и актёр, участник группы Backstreet Boys.
- 8 февраля — Лис Лефевр (ум. 2018) — бельгийская певица, журналистка и радиоведущая.
- 1 марта — Анна Семенович — российская певица, актриса, телеведущая и фигуристка, участница группы «Блестящие».
- 21 марта — Дерик Уибли — канадский музыкант и продюсер, вокалист и гитарист группы Sum 41.
- 20 апреля — Баста — российский рэпер, композитор и музыкальный продюсер.
- 15 мая — Слава — российская певица, телеведущая и киноактриса.
- 28 мая — Света — российская певица и автор песен.
- 13 июня — Сара Коннор — немецкая певица и автор песен.
- 29 июня — Кэтрин Дженкинс — валлийская певица (меццо-сопрано) и автор песен.
- 10 июля — Джессика Симпсон — американская певица, актриса, телеведущая и дизайнер.
- 27 июля — Илья Тюрин (ум. 1999) — российский поэт и бас-гитарист.
- 10 августа — Игорь Растеряев — российский певец, музыкант, автор песен и актёр.
- 13 августа — Стас Пьеха — российский певец.
- 17 августа — Лене Марлин — норвежская певица и автор песен.
- 19 августа — Дариус Данеш (ум. 2022) — шотландский певец, автор песен и актёр.
- 4 сентября — Дэвид Гарретт — немецкий скрипач и композитор.
- 11 декабря — Schokk — русскоязычный рэпер и рок-исполнитель.
- 18 декабря — Кристина Агилера — американская певица и актриса.

## Скончались
- 30 января — Профессор Лонгхейр (61) — американский блюзовый певец и пианист.
- 19 февраля — Бон Скотт (33) — австралийский певец и музыкант, вокалист и автор песен группы AC/DC.
- 12 апреля — Аркадий Северный (41) — советский музыкант и певец
- 18 мая — Иэн Кёртис (23) — британский певец, музыкант и автор песен, вокалист и гитарист группы Joy Division.
- 1 июня — Натан Абас (83) — нидерландский и американский скрипач
- 23 июля — Кит Годшо[англ.] (32) — американский музыкант, клавишник группы Grateful Dead.
- 25 июля — Владимир Высоцкий (42) — советский поэт, актёр театра и кино и автор-исполнитель песен.
- 9 августа — Алибаба Абдуллаев (65) — азербайджанский советский танцовщик и хореограф
- 20 августа — Джо Дассен (41) — французский певец, композитор и музыкант американского происхождения.
- 25 сентября — Джон Бонэм (32) — британский музыкант и автор песен, барабанщик группы Led Zeppelin.
- 8 декабря 
  - Александр Вилюманис (70) — латвийский и советский оперный певец и педагог.
  - Джон Леннон (40) — британский певец, автор песен и музыкант, основатель, вокалист и гитарист группы The Beatles.